# Rotava
Rotava (niem. Rothau) − miasto w Czechach, w kraju karlowarskim. Według danych z 31 grudnia 2007 powierzchnia miasta wynosiła 1203 ha, a liczba jego mieszkańców 3 432 osób.

## Demografia
| Rok             | 1970  | 1980  | 1991  | 2001  | 2003  |
| --------------- | ----- | ----- | ----- | ----- | ----- |
| Liczba ludności | 4 110 | 3 784 | 3 433 | 3 449 | 3 403 |

Źródło: Czeski Urząd Statystyczny